# Enneadesmus decorsei
Enneadesmus decorsei is een keversoort uit de familie boorkevers (Bostrichidae). De wetenschappelijke naam van de soort is voor het eerst geldig gepubliceerd in 1901 door Lesne.